# Mius
Mius (ukrainsk: Міус, russisk: Миус) er en flod i Østeuropa, der løber gennem Ukraine og Rusland. Den er 258 km lang og har et afvandingsområde på 6.680 km².

## Flodens løb
Mius har sit udspring i Donets-bjergene, en bjergkæde i Donetsk oblast. Den løber gennem Donetsk oblast og Luhansk oblast i det østlige Ukraine; og derefter gennem Rostov oblast i Rusland og ud i det Azovske Hav i det nordøstligste del af Sortehavet.
Mius munder ud på kysten af Taganroska-bugten kyst ved Azovhavet, vest for den russiske by Taganrog.

## Historie
Under Anden Verdenskrig, skabte den tyske nazigeneral Paul Ludwig Ewald von Kleist i 1941en stærkt befæstet forsvarslinje kendt som Mius-fronten langs Mius-floden. Der var voldsomme kampe i 1941-1943 under Slaget ved Rostov. Under en strategisk offensiv i 1943 brød sovjetiske tropper endelig gennem Mius-fronten nær landsbyen Kuybyshevo.